# Mademoiselle chante...
Mademoiselle chante... este albumul de debut al cântăreței franceze Patricia Kaas. Discul a fost lansat în primăvara anului 1988 în Franța, unde a primit recenzii pozitive din partea presei locale.

## Conținut
- Ediție Standard:

1. „Mon mec à moi” — 4:14
2. „Venus des abribus” — 3:55
3. „D'Allemagne” — 4:25
4. „Des Mensonges en musique” — 4:19
5. „Un Dernier Blues” — 1:37
6. „Quand Jimmy dit” — 3:42
7. „Souvenir de l'Es” — 2:56
8. „Elle voulait jouer cabaret” — 4:02
9. „Mademoiselle chante le blues” — 3:48
10. „Chanson d'amour pas finie” — 1:36